# Eleições na Áustria
A República da Áustria é uma democracia representativa.
A nível federal, há duas eleições principais: eleições presidenciais e eleições legislativas para determinar a composição do Conselho Nacional, a câmara baixa do Parlamento bicameral da Áustria. A câmara alta consiste em delegados dos estados e não é eleita diretamente. Essas eleições são regidas pela lei federal, que também se aplica às eleições para o Parlamento Europeu na Áustria.
O presidente federal da Áustria (Bundespraesident) é eleito para um mandato de seis anos pela maioria dos eleitores, em vez de com base no maior número de votos, um sistema conhecido como sistema majoritário. A regra da maioria pode exigir um segundo turno quando nenhum candidato receber mais de 50% dos votos expressos, como aconteceu em 2016.
As eleições para o Conselho Nacional devem ser realizadas a cada cinco anos por representação proporcional. Essas eleições podem ser convocadas antecipadamente se o Conselho Nacional for dissolvido prematuramente, como aconteceu em 2017 e novamente em 2019.
A Áustria tem um sistema multipartidário. De 1945 a 1986, as eleições austríacas e a política em geral foram dominadas por dois partidos principais, um de centro-esquerda e outro de centro-direita, com um terceiro partido também ganhando assentos no Conselho Nacional. De 1986 em diante, desenvolveu-se um sistema multipartidário, sem que nenhum partido tivesse apoio suficiente para deter a maioria dos assentos no parlamento, e a necessidade resultante de alianças e divisão de poder em uma série de governos de coligação. Os dois governos de coligação mais recentes - ÖVP & SPÖ e ÖVP & FPÖ - ambos falharam. Após as eleições do Conselho Nacional de 2019, nas quais os seus ex-parceiros de coligação sofreram pesadas perdas, o vitorioso ÖVP negociou com o Partido Verde para formar uma terceira variante de um governo de coligação de dois partidos; um para o qual exemplos até agora só existem em nível estadual.
Para que um partido político seja representado no Conselho Nacional, deve receber pelo menos 4% de todos os votos válidos em todo o país ou obter um mandato num dos distritos eleitorais regionais. Se um partido deixar de cumprir qualquer um dos requisitos, não terá o direito de participar da distribuição proporcional de assentos com base na participação do partido nos votos. Essa restrição tem o objetivo de desencorajar os partidos políticos de se fragmentarem e produzirem uma proliferação incontrolável de pequenos partidos no parlamento.
Em alguns casos, um referendo nacional pode ser convocado pelo Parlamento austríaco.
Em 2007, a idade para votar foi reduzida de 18 para 16 em todas as eleições federais. Alguns estados já haviam reduzido a idade de voto para as eleições estaduais e locais antes de 2007.